# Prey (videojuego)
Prey es un videojuego de disparos en primera persona desarrollado por Human Head Studios y producido por 3D Realms, usando una versión modificada del motor de Doom 3. Venom Games es el responsable en el área de Xbox 360.
Un demo jugable en multijugador y para un solo jugador fue lanzado el 22 de junio de 2006 para PC, y un demo bajable para Xbox 360 fue lanzado en el Xbox Live Marketplace el 30 de junio de 2006. Fue publicado en Norteamérica el 11 de julio de 2006 y el 14 de julio de 2006 en Europa.

## Historia
Un joven cheroqui llamado Tommy vive en una reserva con su novia (Jen) y su abuelo (Enisi). Tommy no aceptaba sus costumbres y quiere irse de la reserva. Una noche, mientras Tommy defendía a su novia de dos hombres (Ron y Dalton), se activó el Noticiero con un mensaje de la Defensa Civil: se habían visto muchos objetos voladores tipo "ovni". Uno de ellos llega a la reserva, llevándose a los tres a su interior. Tommy observa, al mirar abajo, que había decenas de monstruos (hunters). Cuando Tommy llega a la nave nodriza llamada "Sphere", deberá salvar a su novia, a su abuelo y, de paso, al mundo de la amenaza alienígena que se acerca.
Para conseguir completar con cierto éxito esta enorme tarea, los desarrolladores de Human Head se han tomado la libertad de añadir diversas habilidades especiales al personaje. El espíritu del abuelo tiene mucho que ver con las enseñanzas que se irán recibiendo sobre la marcha; así, una fuerza espiritual permitirá caminar sobre ciertos objetos sobre los que sería imposible hacerlo de otra manera, también se utiliza un arco místico que nos permitirá realizar ciertos ataques sobre la representación del cuerpo y espíritu de Tommy cuando le hayan matado, lo que le permitirá revivir.

## Jugabilidad
Prey trae como novedad que dentro de la nave existen portales o puertas que permiten trasladarse de manera inmediata a otras estancias de la misma. Son una especie de cajas que nos llevan a otros lugares al meterse dentro. El otro punto sorprendente son las continuas distorsiones gravitatorias que ocurren dentro de la nave. De la combinación entre los portales y los cambios de gravedad surgen los diferentes puzles que componen el juego.
La mayoría de las armas son biomecánicas y están "vivas", y van desde rifles de plasma con mirilla de francotirador hasta espectaculares armas que consumen gran energía y que sólo usaremos alguna vez en el juego. En algunas ocasiones se podrá utilizar una especie de nave llamada exoesqueleto equipada con cañones de plasma que será muy útil para resolver algunos puzles.
Los extraterrestres son auténticos monstruos que parecen el fruto de un cruce entre animales como pájaros y cerdos. Existen otros que parecen el resultado de algo más que simple inspiración del Alien diseñado por H.R. Giger. Más inteligentes que los anteriores, intentarán atacar desde lejos. Además hay mutantes humanos, ya convertidos en una especie de zombis. En general, los seres son de gran tamaño, sin embargo su inteligencia artificial deja un poco que desear[cita requerida], y los jugadores más habilidosos no tardarán más de 8 horas en acabar la aventura cherokee.

## Modalidades de juego
Una de las bazas más importantes del juego consiste en la opción multijugador, deathmatch y deathmatch por equipos de hasta ocho jugadores que van a permitir echar unas risas con los efectos producidos por los cambios de gravedad. De todas formas, eran esperables más modos de juego. Para un jugador, se hace corto. Una vez que sea terminado aparecerá el nivel de dificultad "Cherokee". Por otra parte, en ocasiones los tiempos de carga son bastante prolongados, aunque el juego va muy "suave" en todo momento.

## Gráficos y sonido
El juego utiliza el motor de Doom 3, y posee gráficos muy bien elaborados, efectos del uso de armas brutales y unos escenarios impresionantes en los que se desarrollará la acción, que consiguen transmitir una auténtica sensación de agobio. Un poco repetitivos quizá, y es que cuando has visto una habitación bio-orgánica has visto todas. Se echa en falta un poco más de interacción entre los objetos de los escenarios y los jugadores, aunque a lo largo de la historia nos iremos encontrando con sorpresas y detalles agradables si colocas los gráficos adecuados en las opciones.
El sonido es una parte muy importante en Prey, los efectos de las armas, los gritos y los chorreones de sangre cumplen a la perfección su cometido y en algunas ocasiones sorprenden. Llama la atención un excéntrico locutor de radio que se puede oír incluso dentro de la nave. La banda sonora de Prey ha sido compuesta por Jeremy Soule y combina perfectamente momentos de gran tensión con otros algo más tranquilos. En algunos momentos pasa desapercibida, sin embargo se pueden escuchar algunos clásicos del rock de los 80 bastante interesantes en algunas partes del juego.